# Epitola conjuncta
Epitola conjuncta is een vlinder uit de familie van de Lycaenidae. De wetenschappelijke naam van de soort is voor het eerst geldig gepubliceerd in 1893 door Smith & Kirby.